# Cyclocross-Weltmeisterschaften 1959
Die Cyclocross-Weltmeisterschaften 1959 wurden am 15. Februar in Genf ausgetragen. Sie waren die zehnten ihrer Art. Es gab ein Rennen in der offenen Kategorie, also für Profis und Amateure gleichermaßen. Der Parcours war ähnlich zu dem der 1952, die rund um den Parc des Eaux-Vives und das Stade de Frontenex stattgefunden hatten.

## Ergebnisse
| Platz | Land        | Sportler         |
| ----- | ----------- | ---------------- |
| 1     | Italien     | Renato Longo     |
| 2     | Deutschland | Rolf Wolfshohl   |
| 3     | Italien     | Amerigo Severini |